# Directiva sobre Mercados de Instrumentos Financieros
La Directiva sobre Mercados de Instrumentos Financieros, conocida por sus siglas en inglés como MiFID (Markets in Financial Instruments Directive), introdujo un mercado único y un régimen regulatorio común para los servicios financieros en los 28 Estados miembros de la Unión Europea, y en otros tres estados del Área Económica Europea (Islandia, Noruega, y Liechtenstein).
Los objetivos principales que se pretendían alcanzar con la Directiva eran: 
- Completar el mercado único de servicios financieros de la UE,
- Responder a los cambios e innovaciones en relación con la seguridad de los mercados,
- Proteger a los inversores. Esta Directiva vendrá a sustituir a otra, la Directiva de Servicios e Inversiones (Directiva 93/22/EEC), cuyas siglas en inglés son ISD (Investment Services Directive).
- Fomentar la equidad, la transparencia, la eficacia y la integración de los mercados financieros

La MiFID es uno de los pilares del Plan de Acción de Servicios Financieros –comenzado en 1999- (el FSAP, o sea, Financial Services Action Plan), cuyas 42 medidas provocaron cambios sustanciales en la regulación de los mercados financieros de la UE. MiFID fue también el más significativo de los instrumentos legislativos introducidos por el procedimiento Lamfalussy, que está diseñado para acelerar la integración de los mercados europeos, basándose en una aproximación a cuatro niveles recomendada por el conocido como el Comité de los Sabios, presidido por el mencionado barón Alexandre Lamfalussy. En adición a MiFID existen otras tres Directivas Lamfalussy –como la de junio de 2006- que son la Directiva de Folletos –reguladora de la información en ellos-, la Directiva en Materia de abuso de Mercados, y la Directiva sobre Transparencia. 
MiFID, aunque contiene los principios del ‘pasaporte’ europeo, introducido por la Directiva de Servicios Financieros (ISD) anterior, incluye además el principio de armonización máxima, según el cual se establecen reglas comunes que se aplican en todo el territorio de la Comunidad Europea, y se prohíbe que los Estados miembros mantengan o adopten reglas nacionales que contengan un nivel más alto de protección al consumidor, esto es lo que se conoce por el nombre de superequivalencia –superequivalent o gold-plate- (armonización máxima en lugar del concepto de armonización mínima, o reconocimiento mutuo, que era el usado previamente, y según el cual se establecían reglas comunes que se aplicaban en todo el territorio de la Comunidad Europea, pero dejaba a los Estados miembros la posibilidad de mantener o adoptar reglas que prevean un nivel de protección más alto que el contenido en la Directiva). El sentido de la armonización máxima es el de evitar una práctica –la de la armonización mínima- que ha sido vista como nociva a la competencia en igualdad de condiciones (en inglés, level-playing field) de la UE. 
Otra diferencia significativa con respecto al régimen de la Directiva anterior (la ISD) es la abolición de la llamada ‘regla de concentración’ (concentration rule), que permitía a los Estados miembros obligar a las compañías financieras a encauzar todas las órdenes de los clientes a través de cambios regulados (Nota: No todos los Estados miembros se acogieron a esta opción).
El Nivel 1 de la Directiva MiFID, que fue implementado a través del proceso de co-decisión estándar, entre el Consejo de la Unión Europea y el Parlamento Europeo establece un relativamente detallado marco legislativo. 
El Nivel 2 pretende establecer la implementación de medidas técnicas que hagan operativos los principios propugnados por el nivel 1. Alrededor de 20 artículos de esta directiva estipulaban la implementación de medidas técnicas (Nivel 2). Esa implementación de medidas técnicas (el Nivel 2) fue adoptada por la Comisión Europea, siguiendo de recibo los consejos técnicos del Comité Europeo de Regulación en Seguridad, y tras negociaciones en el Comité Europeo de Valores con la supervisión del Parlamento Europeo. Las medidas a implementar, en forma de una Comisión Directiva, y de una Comisión Reguladora, fueron publicadas oficialmente el 2 de septiembre de 2006. (Nota: En la legislación europea, una directiva ha de ser aplicada y regulada por una ley nacional, mientras que un reglamento es aplicable directamente en todos los Estados miembros).

## Alcance de MiFID
Para determinar a qué compañías es de aplicación y a cuáles no, MiFID distingue entre “servicios y actividades financieras” (los servicios “básicos”), y “servicios auxiliares” (servicios “no básicos”). Se pueden encontrar detalles sobre cada categoría en el anexo 1, Secciones A y B de 2004/39/EC.
Si una compañía lleva a cabo servicios y actividades financieras, está sujeta a MiFID con respecto tanto a sus servicios como a sus actividades, y también a los servicios auxiliares que preste (y podrá utilizar el pasaporte MiFID para desempeñar su negocio en cualquier estado miembro, además del suyo propio). Sin embargo, si una empresa sólo presta servicios auxiliares, no está sujeta a MiFID (pero tampoco podrá beneficiarse del pasaporte MiFID). 
MiFID cubre casi todas las transacciones de productos financieros, con la excepción de algunos tipos de transacciones de cambio de divisas. Incluye materias primas y derivados sobre ellas, así como nuevos tipos de derivados que no estaban contemplados por la directiva anterior (ISD).

## Aspectos clave de MiFID
- Autorización, regulación y pasaporte: las compañías comprendidas por MiFID son autorizadas y reguladas por sus propios estados (normalmente en el país en el cual tengan su domicilio social, y su registro oficial). Una vez que una compañía haya sido autorizada, puede usar el pasaporte MiFID para proveer a clientes en otros Estados miembros de la UE. Estos servicios son regulados por cada uno de los Estados miembros dentro de ellos (mientras que bajo la ISD un servicio es regulado por el estado miembro en el cual tiene lugar el servicio).
- Clasificación de los clientes: MiFID obliga a las compañías a clasificar a los clientes en función de su conocimiento y experiencia, de su situación financiera y objetivos de inversión. De este modo una entidad podrá tener: contrapartes elegibles (empresas de inversión, compañías de seguros, entidades de créditos, etc.), clientes profesionales (inversores institucionales y grandes empresas, entendiendo por tales las que tengan un balance de 20 millones de euros, un volumen de negocio de 40 millones, y fondos propios de 2 millones) o clientes minoristas (cuyo nivel de protección será máximo). Deben instrumentarse procedimientos claros para efectuar la clasificación de los clientes, y valorar su idoneidad para cada tipo de producto financiero. Es decir, la idoneidad de cualquier consejo financiero o sugerencia inversora debe verificarse antes de que se produzca cualquier acuerdo, cualquier contratación.
- Tratamiento de las órdenes de los clientes. MiFID establece requisitos relativos a la información que necesita obtener para aceptar las órdenes de los clientes, asegurándose que la compañía está actuando para el mayor beneficio del cliente. Y también requisitos en cuanto a cómo se pueden agregar órdenes de distintos clientes.
- Transparencia Pre-Acuerdo. MiFID obliga a que los operadores de sistemas de ajuste de órdenes continuas tengan que crear informaciones agregadas de precios líquidos disponibles a los cinco mejores niveles de precios tanto para la compra como para la venta. En los mercados cotizados, las mejores pujas y ofertas del mercado deberán estar disponibles para todos. (Nota: se estaba estudiándo la posibilidad de extender estos requisitos a otros instrumentos financieros. Según el artículo 65(1) de la Directiva 2004/39/EC, la Comisión Europea estaba obligada a emitir un informe al Parlamento Europeo y al Consejo sobre la ampliación de los requisitos de transparencia pre y post acuerdo a transacciones sobre otros instrumentos financieros, además de las acciones. La fecha prevista era la de octubre del 2007).
- Transparencia Post-Acuerdo. MiFID exige que las compañías publiquen el precio, el volumen, y el tiempo de todas las transacciones en listas compartidas, incluso si se ejecutan fuera de mercados regulados, a no ser que se den determinados requisitos que permitan diferir la publicación. (Nota: ver comentario anterior referente a la extensión de estos requisitos a otros instrumentos financieros).
- Mejor ejecución. MiFID requiere que las compañías den todos los pasos razonables para obtener el mejor resultado posible en la ejecución de una orden por un cliente. El mejor resultado posible no está limitado al precio de ejecución, sino que incluye además coste, rapidez, probabilidad de ejecución y probabilidad de acuerdo.
- Internalizadores sistemáticos (Systematic Internaliser): MiFID denomina así a aquellas compañías que ejecutan órdenes de sus clientes contra sus propias cuentas o contra órdenes de otros clientes. MiFID trata a estas compañías como mini mercados, así, por ejemplo, estarán sujetas a los requerimientos de transparencia pre y post acuerdo.

## MiFID en España
La Directiva MiFID fue transpuesta en España y entró en vigor el 1 de noviembre de 2007 y la CNMV remitió previamente una carta instando a las empresas del sector a que elaborasen un “plan de adaptación” a la MiFID según el impacto que se previera en las organizaciones. Con esta iniciativa la CNMV ha pretendido impulsar, con antelación suficiente, la adopción de medidas que permitan a cada entidad adaptarse a los requisitos de la MiFID. 
La MiFID ha incidido profundamente en la estructura organizativa de las empresas, la política de conflictos de interés, la relación con los clientes (profesionales o minoristas) y la función de control interno y de riesgos. Uno de los objetivos de la MiFID es la armonización legislativa de máximo nivel en orden a prevenir y evitar incumplimientos normativos y conflictos de intereses, así como el establecimiento de planes tendentes a garantizar la continuidad de la empresa. 
Pero, sin duda, uno de los principales cambios que introducía la MiFID está relacionado con la relación existente entre las empresas y sus clientes o potenciales clientes. Para que las empresas financieras puedan ofrecer sus productos y servicios en coherencia con el perfil de riesgo y características del cliente, es preciso realizar una segmentación de clientes. Esto supone un importante esfuerzo de conocimiento de sus clientes, una segmentación de los mismos en función de su vocación inversora y perfil de riesgo y una formación intensa de la red comercial para adecuar los productos y servicios ofrecidos a las características particulares de los clientes.

## MiFID II/MiFIR
La entrada en vigor de la Directiva sobre Mercados de Instrumentos Financieros conocida como MiFID II (Directiva 2014/65/EU)
 se produce a raíz de unas consultas iniciadas por el Comité Europeo de Reguladores de Valores.  En 2010, este, editó una serie de documentación de consulta sobre la revisión de la MiFID. El periodo de consulta fue corto y finalizó el 31 de mayo de 2010. Hubo un día de audiencia pública en París el 17 de mayo de 2010. Las respuestas públicas a la consulta se encuentran ahora disponibles a pesar de que algunas instituciones también enviaron respuestas confidenciales.
El 8 de diciembre de 2010, tras una audiencia pública en septiembre de 2010, la Comisión Europea difundió una parte sustancial de la consulta relacionada con la revisión de la MiFID (MiFID II), acompañada con una sección de preguntas frecuentes y una nota de prensa. La consulta pública estaba programada para su cierre el 2 de febrero de 2011. El 26 de mayo de 2011 se informó que la Comisión estaba trabajando para presentar sus propuestas antes del fin de ese año.
En marzo de 2012, el eurodiputado Markus Ferber sugirió modificaciones a las propuestas de la Comisión Europea, con la intención de fortalecer las restricciones en la negociación de alta frecuencia (conocida por sus siglas en inglés HFT o high-frequency trading) y la manipulación de precios en materias primas (o commodities).
Ambas Directivas MiFID II and MiFIR entraron en vigor el 2 de julio de 2014. La fecha inicial para su implementación por parte de los Estados miembros era el 3 de enero de 2017. Pero en febrero de 2016 la Comisión la retrasó hasta el 3 de enero de 2018 para permitir el desarrollo de los sistemas de información capaces de permitir la implementación efectiva de los nuevos requisitos.